# Кротон (рослина)
Кротон (Croton) — рід рослин родини Молочайні (Euphorbiaceae), що охоплює понад 1200 видів, які ростуть в тропічних і субтропічних поясах.
Види роду — дерева, чагарники й трави, часто з підфарбованим або смолистим соком, але без латексу.